# Two California Plaza
Two California Plaza je mrakodrap v centru kalifornského města Los Angeles. Má 52 pater a výšku 219 metrů, to z něj dělá čtvrtou nejvyšší budovu ve městě. Spolu s mrakodrapem One California Plaza tvoří komplex Plaza California. Výstavba probíhala v letech 1990–1992 podle návrhu firmy Arthur Erickson Architectural Corporation . Budova disponuje podlahovou plochou o rozloze 123 542 m², z toho drtivou většinu zabírají kancelářské prostory.